# PICU 兒童加護病房
《PICU 兒童加護病房》是2022年10月10日至12月19日於富士電視台的月九時段播出的電視劇，由吉澤亮主演。
台灣由friDay影音於10月11日起獨家跟播。
2024年4月13日播出2小時特別篇。

## 概要
PICU，全稱「Pediatric Intensive Care Unit」、譯作「兒童加護病房」，是專門以罹患重症、受傷或身體重傷需要集中治療的15歲以下兒童病患為對象的治療場所。與NICU（Neonatal Intensive Care Unit）不同是NICU為「新生兒加護病房」，專門提供為早產兒或低出生體重兒等新生兒的集中管理及治療場所。

## 登場人物

### 主要人物
- 志子田武四郎：吉澤亮[1]（粵語配音：黃尉斯）

丘珠醫院的小兒科醫生。出生於北海道，與母親一起在當地居住。父親在兒時已過世。被所屬醫院分配到當院新建立的PICU。
- 植野元：安田顯[3]（粵語配音：李家傑）

丘珠醫院的PICU科長。自東京來到丘珠醫院的PICU醫生。是推動日本各地建立PICU的人物。目標是利用可以負荷整個廣大北海道醫療的醫療直升機為基礎，以此建立日本首屈一指的PICU。
- 綿貫里莎：木村文乃[4]（粵語配音：楊婉潼）

丘珠醫院的急診醫生。受植野之邀，分配到PICU。

### 武四郎相關人物
- 涌井桃子：生田繪梨花[5]（粵語配音：成樂怡）

武四郎的青梅竹馬與好友。家中經營旅遊巴士公司。擔任北海道旅行團的車掌小姐。
- 矢野悠太：高杉真宙[6]（粵語配音：黃文軒）

武四郎的青梅竹馬與好友。離開家鄉札幌在北海道網走市作為急診醫生奮鬥著。
- 河本舞：菅野莉央[7]（粵語配音：簡森）

武四郎的青梅竹馬與好友。與武四郎一樣在丘珠醫院擔任小兒外科醫生。

### 丘珠醫院
- 羽生仁子：高梨臨[8]（粵語配音：王綺婷）

護士。擁有在東京和長野的PICU的工作經驗，因而被植野挖角來到丘珠醫院並舉家搬到北海道。擁有3名子女。
- 今成良平：甲本雅裕[9]（粵語配音：周鑫霆）

資深麻醉醫生。
- 東上宗介：中尾明慶[10]（粵語配音：周倚天）

沉默寡言的急診醫生。
- 浮田彰：正名僕藏[11]（粵語配音：郭湛深）

小兒外科科長。河本的上司。
- 鈴木修：松尾諭[11]（粵語配音：陳力航）

小兒科科長。武四郎的前上司。命令武四郎調到PICU。
- 根岸詩織：信川清順（粵語配音：成樂怡）

護士。

### 其他人物
- 鮫島立希〈38〉：菊地凛子[12]（粵語配音：李索真）

北海道知事。因3年前在北海道某少女死亡為由，為了不再發生如此悲劇，對在北海道設立PICU傾盡全力。
- 渡邊純：野間口徹（粵語配音：郭湛深）

札幌共立大學病院・急診科科長。
- 志子田南：大竹忍[13]（粵語配音：冼詠儀）

武四郎的母親。長年接受不孕治療，後生下武四郎。然而丈夫英年早逝，獨自一人把武四郎拉拔長大。於桃子家中經營的旅遊巴士公司擔任車掌小姐，退休後仍有時幫忙車掌工作。
- 林遙香：東野絢香（粵語配音：李明心）

鮫島的秘書。
- 綿貫順平：鬼塚俊秀（粵語配音：郭湛深）

醫生。里莎的前夫。
- 山田透：尾形一成（粵語配音：周倚天）

稚内市内的「山田醫院」院長。

### 特別篇
- 瀬戶廉：小林虎之介[14]

丘珠醫院的見習醫生。他的父母都是畢業於東京大學的醫生，經營著東京都的大型醫院「瀨戶醫院」。
- 七尾乃愛：武田玲奈[15]

丘珠醫院的見習醫生。
- 佐藤元太：湯田幸希[16]

利尻島事故後，被送往醫院的姊弟中的弟弟。他因在事故前曾責罵姐姐而感內疚，拒絕與家人見面。
- 佐藤真子：太田結乃[17]

遭遇事故姊弟中的姊姊，同樣被送往醫院。她失去知覺，情況嚴重。
- 佐藤久志、佐藤美春：中野正明
- 笠間義和：塚尾櫻雅[18]
- 涌井南南子：關美琴
- 野島みどり：ここな[19]
- 野島美代子：友坂理惠[20]
- 正行：兒玉宣勝
- 武四郎父親：高頭祐樹（寫真出演）
- 紺野綾人：白鳥廉[21]

## 製作團隊
- 編劇：倉光泰子
- 導演：平野真、相澤秀幸、阿部雅和
- 配樂：眞鍋昭大
- 主題曲：中島美雪（山葉音樂傳播）[22]
- 醫療監修：
  - 小兒外科：浮山越史（杏林大學病院）、渡邉佳子（杏林大學病院）
  - PICU：植田育也（埼玉縣立小兒醫療中心）
- 取材協力：宮城久之（旭川醫科大學）
- 製作人：金城綾香
- 製作、著作：富士電視台

## 播出日程
- 第1話加長30分鐘（21:00 - 22:24）。
- 第8話因電視台於18:40 - 21:10轉播「2022年FIFA世界杯」（喀麥隆×塞爾維亞），故而後續節目延後10分鐘開播，播出時間為21:10 - 22:04。

| 集數                                                                      | 播出日期        | 日文標題 | 中文標題（Viu） | 導演     | 收視率 |
| ------------------------------------------------------------------------- | --------------- | -------- | --------------- | -------- | ------ |
| 第1話                                                                     | 2022年 10月10日 |          | 調職            | 平野真   | 10.3%  |
| 第2話                                                                     | 10月17日        |          | 被燒傷的姐弟    | 平野真   | 07.5%  |
| 第3話                                                                     | 10月24日        |          | 醫生的決定      | 相澤秀幸 | 09.2%  |
| 第4話                                                                     | 10月31日        |          | 母親的心情      | 阿部雅和 | 09.1%  |
| 第5話                                                                     | 11月07日        |          | 一了百了        | 平野真   | 07.5%  |
| 第6話                                                                     | 11月14日        |          | 心臟移植        | 相澤秀幸 | 08.4%  |
| 第7話                                                                     | 11月21日        |          | 坦白            | 平野真   | 08.3%  |
| 第8話                                                                     | 11月28日        |          | 奇蹟和希望      | 平野真   | 08.4%  |
| 第9話                                                                     | 12月05日        |          | 何去何從        | 相澤秀幸 | 08.5%  |
| 第10話                                                                    | 12月12日        |          | 選擇            | 平野真   | 08.4%  |
| 最終話                                                                    | 12月19日        |          | 生死            | 平野真   | 08.3%  |
| 平均收視率 8.5%（收視率由Video Research調查關東地區、家戶的即時統計資料） |                 |          |                 |          |        |

| 集數                                                       | 播出日期       | 日文標題 | 中文標題（Viu） | 收視率 |
| ---------------------------------------------------------- | -------------- | -------- | --------------- | ------ |
| SP                                                         | 2024年 4月13日 |          | 真正的幸福      | 6.4%   |
| （收視率由Video Research調查關東地區、家戶的即時統計資料） |                |          |                 |        |

## 外部連結
- 官方网站－富士電視台 （日語）
- PICU 兒童加護病房的X（前Twitter）
- PICU 兒童加護病房的Instagram帳戶

| 日本 富士電視台 週一晚間九點連續劇      | 日本 富士電視台 週一晚間九點連續劇             | 日本 富士電視台 週一晚間九點連續劇 |
| --------------------------------------- | ---------------------------------------------- | ---------------------------------- |
|                                         | PICU 兒童加護病房 （2022年10月10日－12月19日） |                                    |
| 競爭的維護者 （2022年7月11日－9月19日） | 女神的教室 （2023年1月9日－3月20日）           |                                    |

| 臺灣 緯來日本台 週一至週五 22:00-23:00  | 臺灣 緯來日本台 週一至週五 22:00-23:00         | 臺灣 緯來日本台 週一至週五 22:00-23:00 |
| --------------------------------------- | ---------------------------------------------- | -------------------------------------- |
|                                         | PICU兒童救命醫生 （2023年3月1日－3月15日）     |                                        |
| 祈願的病歷表 （2023年2月13日－2月24日） | 東大特訓班 （重播） （2023年3月16日－3月29日） |                                        |